# Chmielnik (Korsze)
Chmielnik (deutsch Henriettenhof) ist ein kleiner Ort in der polnischen Woiwodschaft Ermland-Masuren und gehört zur Gmina Korsze (Stadt- und Landgemeinde Korschen) im Powiat Kętrzyński (Kreis Rastenburg).

## Geschichte
Die Gründung des Dorfes Henriettenhof reicht bis in das Mittelalter zurück. Im Jahre 1820 wurde es als adliges Vorwerk mit 14 Feuerstellen bei 186 Einwohnern und dem Gut Warnikeim (polnisch Warnikajmy) erwähnt. Das mit seiner Entstehung auch bis ins Mittelalter zurückgehende Gut gehörte zu Ende des 19. Jahrhunderts den Grafen von Borcke, danach der Maria Agnes Gräfin zu Dohna-Schlobitten.
Im Jahre 1874 wurde Henriettenhof in den neu errichteten Amtsbezirk Tolksdorf (polnisch Tołkiny) im Kreis Rastenburg im Regierungsbezirk Königsberg der preußischen Provinz Ostpreußen eingegliedert.
Am 24. September 1906 wurde aus dem Gut Henriettenhof mit dem Vorwerk Drösch (polnisch Droszkowo, nicht mehr existent) der Gutsbezirk Henriettenhof gebildet. 141 Einwohner zählte er im Jahre 1910.
Am 30. September 1928 gab der Gutsbezirk Henriettenhof (mit dem Vorwerk Drösch)  seine Eigenständigkeit auf und schloss sich mit der Landgemeinde Schönfließ (polnisch Kraskowo) zur neuen Landgemeinde Schönfließ zusammen.
In Kriegsfolge wurde das gesamte südliche Ostpreußen an Polen überstellt. Somit auch Henriettenhof, das die polnische Namensform „Chmielnik“ bekam. Heute ist es eine Siedlung (polnisch Osada) innerhalb der Stadt- und Landgemeinde Korsze (Korschen) im Powiat Kętrzyński (Kreis Rastenburg). bis 1998 der Woiwodschaft Olsztyn, seither der Woiwodschaft Ermland-Masuren zugehörig. Das schlichte Gutshaus Henriettenhof aus der zweiten Hälfte des 19. Jahrhunderts ist noch relativ gut erhalten, ebenso der Wirtschaftshof. Die Anlage befindet sich im Eigentum der Staatlichen Agentur für Landwirtschaftliche Immobilien (AWRSP).

## Geographische Lage
Chmielnik liegt in der nördlichen Mitte der Woiwodschaft Ermland-Masuren, elf Kilometer nordwestlich der Kreisstadt Kętrzyn (deutsch Rastenburg).

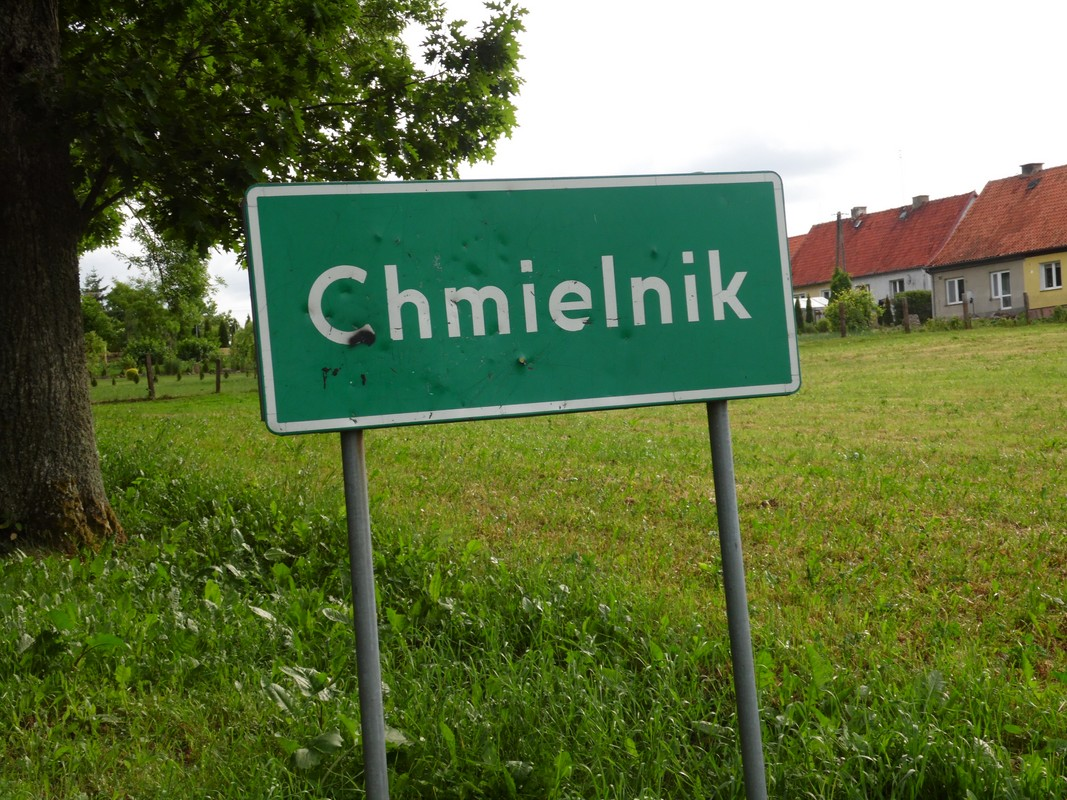
Ortseingangsschild
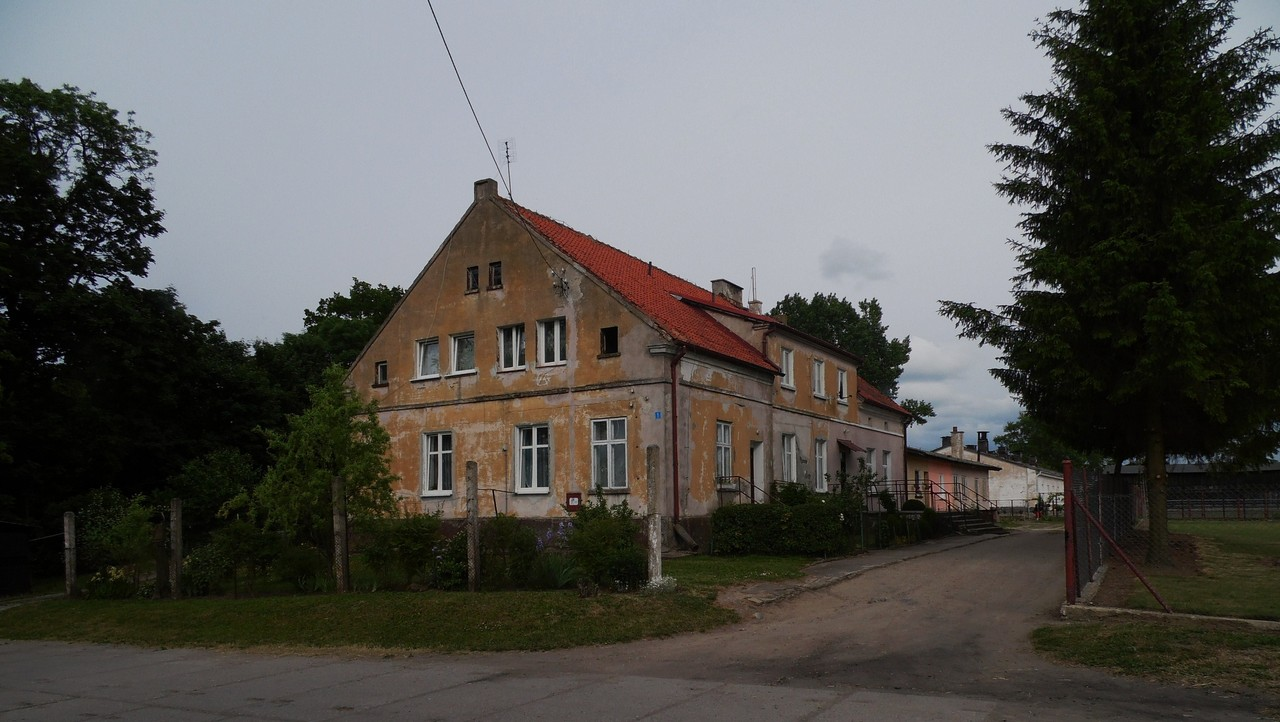
Ehemaliges Gutshaus Henriettenhof in Chmielnik
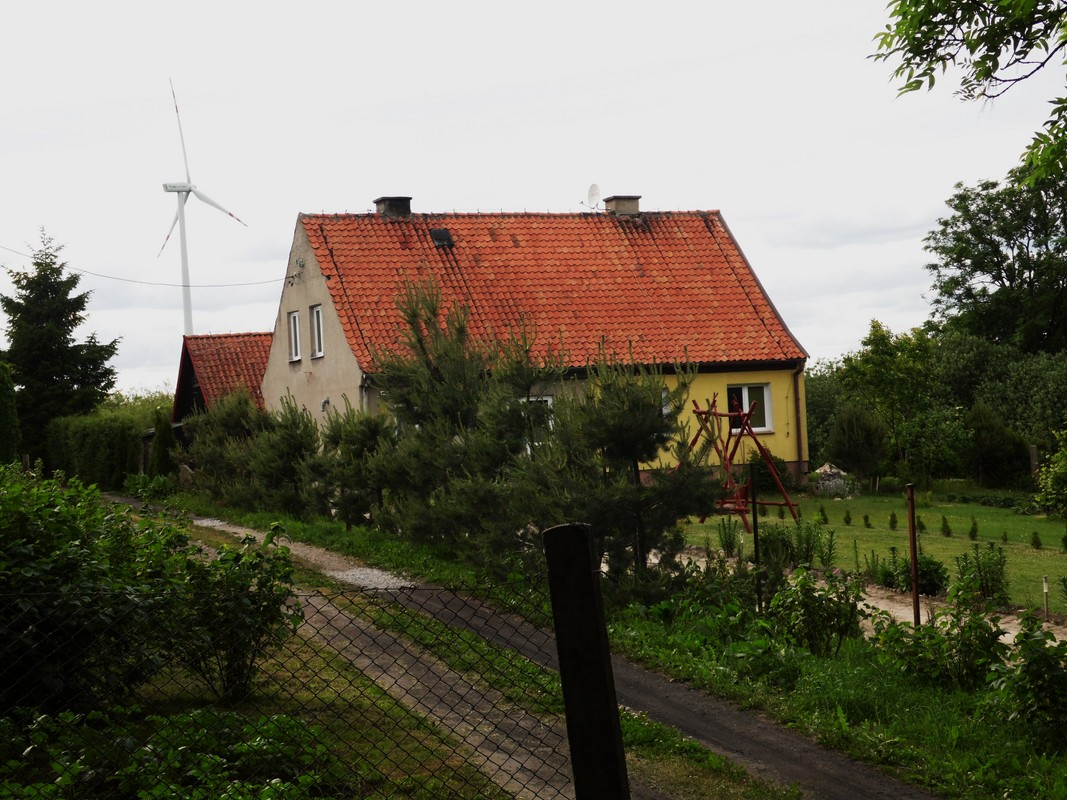
Wohnhaus in Chmielnik
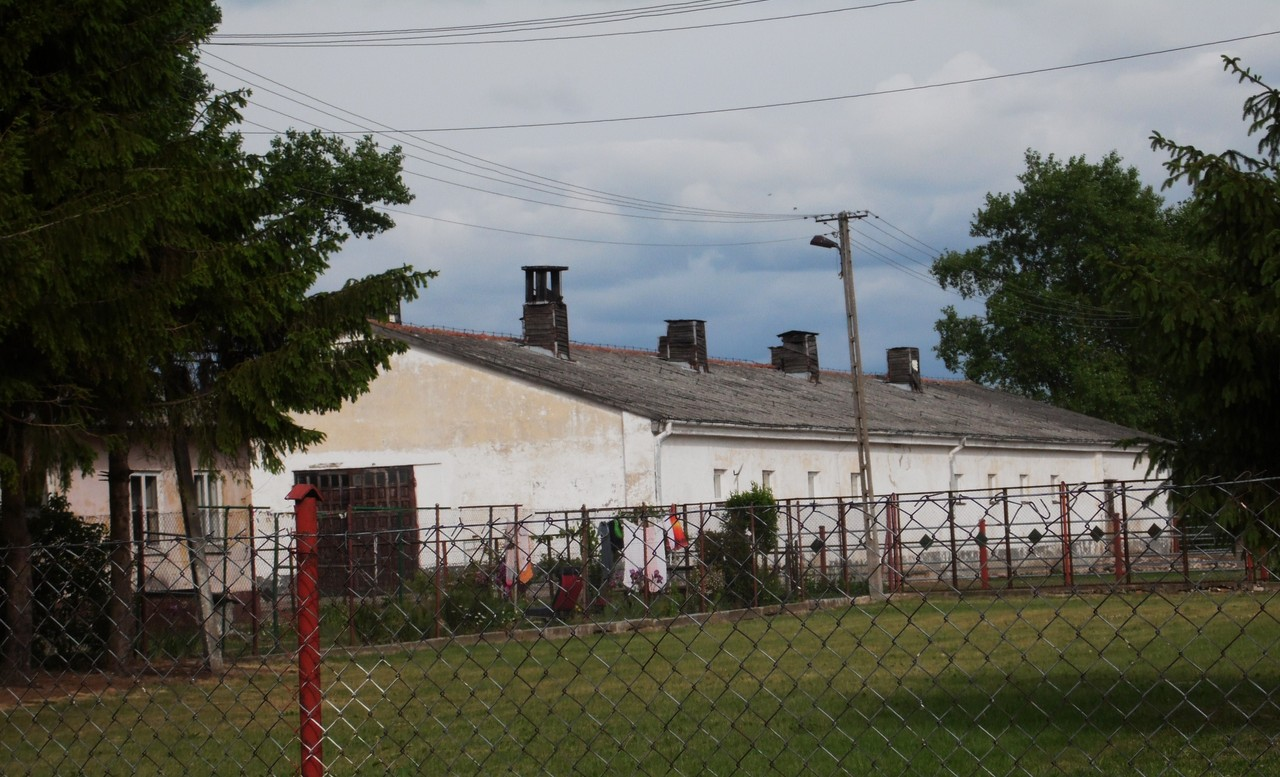
Wirtschaftsgebäude
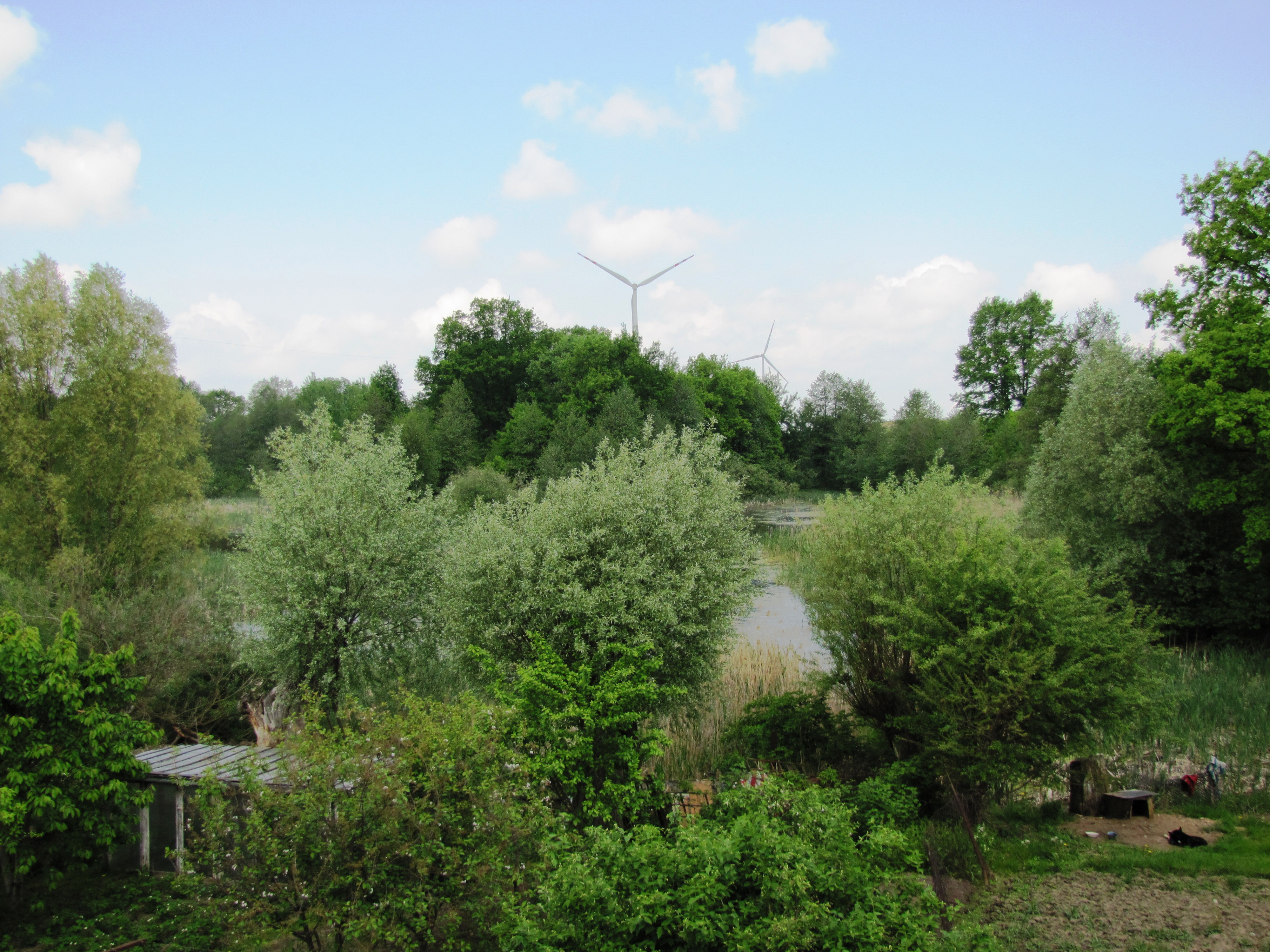
Dorfteich und Windräder
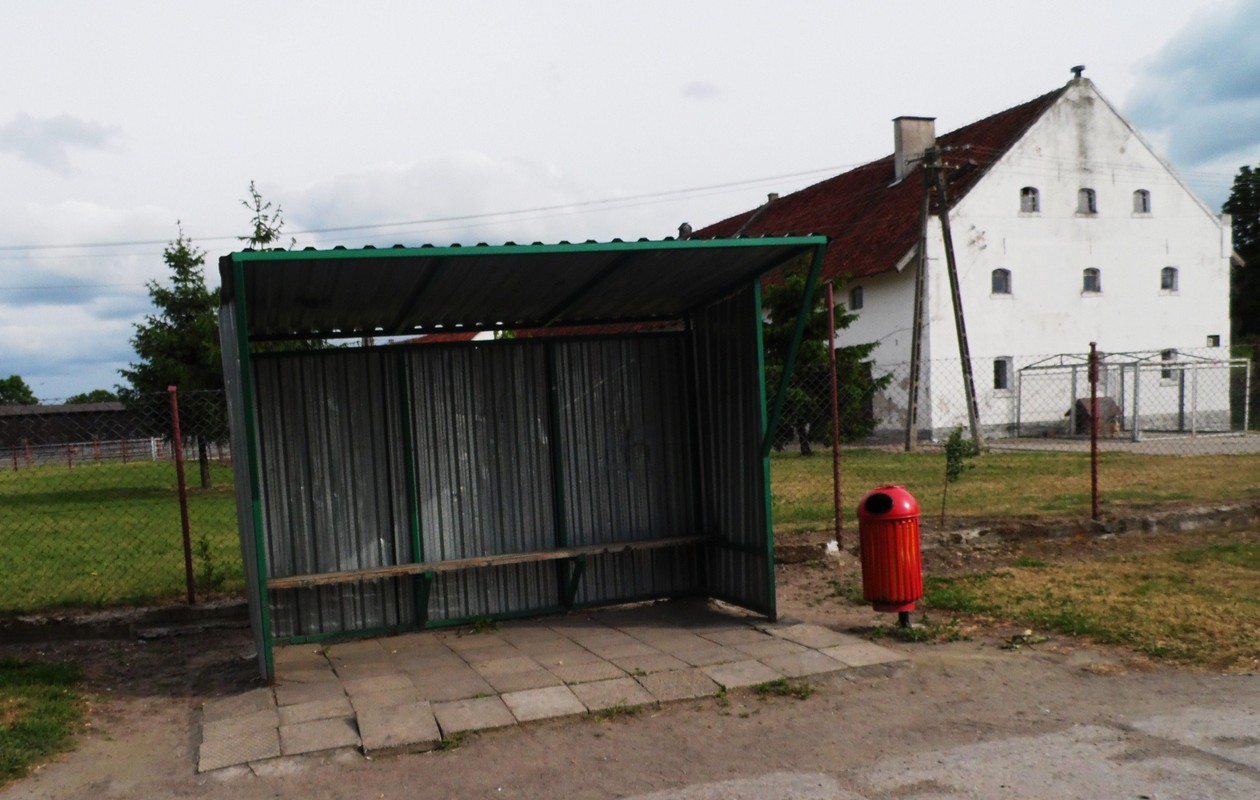
Wartehäuschen an der Bushaltestelle

## Kirche
Bis 1945 war Henriettenhof in die evangelische Kirche in Schönfließ (polnisch Kraskowo) der Pfarrei Schönfließ-Tolksdorf in der Kirchenprovinz Ostpreußen der Kirche der Altpreußischen Union sowie in die katholische Kirche Korschen (polnisch Korsze) im Bistum Ermland eingepfarrt.
Heute gehört Chmielnik evangelischerseits zur Johanneskirche in Kętrzyn in der Diözese Masuren der Evangelisch-Augsburgischen Kirche in Polen, katholischerseits zur Kirche in Kirche in Kraskowo, einer Filialkirche der Pfarrei Garbno (deutsch Lamgarben) im jetzigen Erzbistum Ermland.

## Verkehr
Chmielnik liegt an einer Nebenstraße, die von Tołkiny (Tolksdorf) zur Woiwodschaftsstraße 592 (einstige deutsche Reichsstraße 135) führt.
Tołkiny ist die nächste Bahnstation und liegt an der Bahnstrecke von Białystok über Ełk nach Korsze.